# Гуардія-Пертікара
Гуардія-Пертікара, Ґуардія-Пертікара (італ. Guardia Perticara) — муніципалітет в Італії, у регіоні Базиліката,  провінція Потенца.
Гуардія-Пертікара розташована на відстані близько 350 км на південний схід від Рима, 39 км на південний схід від Потенци.
Населення — 561 особа (2014).

## Демографія
Населення за роками:

Станом на 1 січня 2023 року в муніципалітеті офіційно проживало 29 іноземців з 14 країн, серед них 20 громадян країн Євросоюзу та 1 громадянин України.

## Сусідні муніципалітети
- Арменто
- Корлето-Пертікара
- Галліккьо
- Горгольйоне
- Міссанелло